# Cuarteto de cuerda n.º 1 (Revueltas)

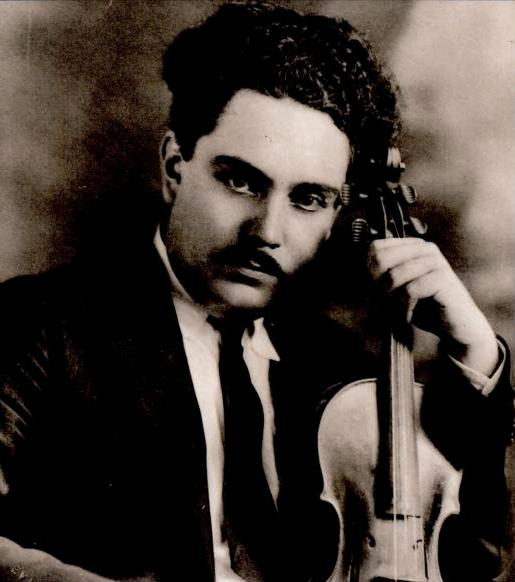
Silvestre Revueltas en 1930

Cuarteto de cuerdas No. del compositor y violinista mexicano Silvestre Revueltas fue compuesto en 1930.

## Historia
La partitura fue terminada en 1930 y está dedicada a Carlos Chávez.

## Análisis
El cuarteto se desarrolla en dos movimientos:
1. Allegro energico
2. Vivo

Un analista considera que el primer movimiento no sigue ningún esquema formal convencional, que consiste en lugar de una serie de episodios contrastantes en diferentes tempos y compás que cambian con frecuencia, similar a las canzonas italianas de finales del siglo XVI y principios del XVII (Luper, 1952).
Según otra opinión, tiene una forma ternaria, ABA, que entra en conflicto con la forma sonata-allegro esperada del tradicional cuarteto de cuerdas (Baldassarre, 2015, 463). Las secciones externas son rápidas, rítmicamente irregulares, ruidosas y agresivas, mientras que la sección central contrasta con un tempo más lento (Lento), ritmos regulares, dinámicas suaves y un estado de ánimo lírico y tierno. La primera sección se divide en cuatro subsecciones (Allegro energico, Poco meno mosso - cantabile, Tempo I y Meno mosso), cada una marcada al final por acordes sostenidos, grandes pausas o ambos. La cuarta subsección es una repetición modificada de la segunda. Las armonías cromáticas de la sección B lenta recuerdan los pasajes lentos del Cuarteto de cuerdas y la Suite lírica de Alban Berg . El Allegro final es una repetición casi literal de sólo la tercera subsección de la primera parte del movimiento (Leclair, 1995, 105–106, 109–10).
El segundo movimiento sigue el mismo patrón ternario rápido-lento-rápido que el primer movimiento, pero las dos secciones A son idénticas y están divididas en solo dos subsecciones. La sección intermedia lenta, a diferencia de su contraparte en el primer movimiento, se caracteriza por patrones de ostinato y un estado de ánimo inquietante. Su regularidad métrica contrasta marcadamente con los ritmos erráticos de las secciones A exteriores (Leclair, 1995).

## Discografía
Por orden cronológico de grabar.
- Cuartetos de cuerda de Silvestre Revueltas. Cuartetos de cuerda 1–4. Cuarteto de Cuerdas Latinoamericano (Jorge Risi y Aron Bitrán, violines; Javier Montiel, viola; Álvaro Bitrán, violonchelo). Grabado en el Sala Carlos Chávez, Centro Cultural Universitario, junio de 1984. Registro de LP, 1 disco: analógico, 33⅓ rpm, stereo, 12 en. Voz Viva de México: Serie Música Nueva. México: Universidad Nacional Autónoma de México, 1984. Reestrenado como Silvestre Revueltas: Los cuartetos de cuerdas, segunda edición. Registro de LP, 1 disco: analógico, 33⅓ rpm, estéreo, 12 en. Voz Viva 337–338. Serie Música nueva MN-22. [Ciudad de México]: Voz Viva, 1987.
- Silvestre Revueltas. Música de feria: Los Cuartetos de Cuerda/los cuartetos de cuerda. Núm. de cuarteto 1; Núm. de Cuarteto 2, Magueyes; Núm. de Cuarteto 3; Núm. de Cuarteto 4: Música de feria. Cuarteto Latinoamericano. Abril grabado 9–10, 1993, en el Carnegie Biblioteca Libre, Carnegie, Pensilvania. Nuevo Albion NA062CD. Biblioteca de Música Clásica. San Francisco: Nuevo Albion Registros, 1993. Reestrenado como Revueltas Cuartetos de Cuerda Nos. 1–4. Hong Kong : Naxos Servicios Digitales Ltd., [2009], streaming audio (recurso on-line).
- Martínez Bourguet Juegos de Cuarteto de Cuerda Silvestre Revueltas. Cuartetos de cuerda 1–3 y Música de feria. Martínez Bourguet Cuarteto de Cuerda (Pablo Arturo Martínez Bourguet y Ekaterine Martínez Bourguet, violines; Alessia Martínez Bourguet, viola; César Martínez Bourguet, cello). Grabado en el verano de 2006 en el Sala Carlos Chávez, Universidad Nacional Autónoma de México. Registro de CD, 1 disco: digital, 4¾ en., estéreo. MB Producciones [s.n.]. [México]: MB Producciones, 2007.